# Шварц-Бостунич, Григорий Васильевич
Грегор Шварц-Бостунич (нем. Gregor Schwartz-Bostunitsch), в русской традиции Григорий Вильгельмович Шварц-Бостунич или Григорий Васильевич Бостунич, также известный под псевдонимами Грегуар ле Нуар (фр. Gregoire le Noire) и Доктор Грегор (нем. Dr. Gregor); 1 декабря 1883, Киев — после марта 1945) — русский и немецкий писатель, журналист и драматург, театральный критик и адвокат. Оккультист и антисемит. Сотрудник Аненербе, штандартенфюрер СС.

## Биография

### До революции
Сын сотрудника полиции. Его отец, балтийский немец Вильгельм Бертольд Шварц, происходил из аристократической рижской семьи, а родители матери, Ольги Бостунич (ум. 24 января 1916 года от паралича сердца), по его собственному утверждению были родом из Сербии и Баварии; исследователь Игорь Петров не находит этому подтверждения, указывая, что дед Бостунича-Шварца Давид Бостунов владел в Киеве кондитерской (тем самым певец и актёр Эдмон Бастунов приходился Бостуничу-Шварцу дядей, а его дочь балерина Наталья Труханова — двоюродной сестрой). В 1908 г. Шварц-Бостунич окончил юридический факультет Императорского Свято-Владимирского университета в Киеве.
Работал журналистом и театральным критиком. С 1912 года редактор газеты «Южная копейка», выходившей ежедневно фантастическим тиражом в 100 000 экземпляров вплоть до 1914 года, когда стал редактором-издателем «Южной газеты копейка», в том же году прекратившей своё существование. С ранних лет находился под значительным влиянием теософии и антропософии, был связан с кружком Андрея Белого, написал ряд сочинений оккультного толка. Антисемит с начала 1910-х гг.
По некоторым данным, в августе 1914 г. находился с семьёй в Бад-Киссингене, где был интернирован и через год выдворен в Россию. Этому, однако, нет чётких подтверждений. В том же году Бостунич стал профессором истории литературы и театра в частном институте Лысенко.
Известно, что будущий штандартенфюрер СС Бостунич в 1916 г. написал резко антигерманскую пьесу «В Гибельмании» (в качестве главного положительного героя в ней выступал герой, списанный с Владимира Пуришкевича), которая в январе 1917 г. была запрещена цензурой.
После Февральской революции Бостунич сочинял различные небольшие пьесы и памфлеты на злобу дня, носившие откровенно «жёлтый» характер (в этой связи выделяется памфлет «Отчего Распутин должен был появиться»). По словам российского историка Бориса Колоницкого, публикация подобных материалов для консервативных изданий была простым способом заработать и одновременно обозначить востребованный после революции «радикализм».

### Гражданская война и эмиграция
Октябрьскую революцию не принял и активно включился в борьбу против большевиков, за что в 1920 г. был заочно приговорен ими к смертной казни. Был агитатором в войсках Деникина и Врангеля. К этому времени относится гипотеза Шварца-Бостунича о том, что революция явилась результатом «еврейско-масонского заговора».
В ноябре 1920 г. отплыл вместе с белыми войсками на Галлиполи, откуда перебрался в Болгарию, затем в Сербию. Уже находясь за границей, Бостунич поведал о своих встречах в 1917—1918 годах с неким учителем на Кавказе. Высказывается предположение, что этим учителем был Георгий Иванович Гурджиев.
Был связан с болгарскими деятелями теософского движения. Одной из первых и основополагающих работ Бостунича стала книга «Масонство и русская революция», написанная в Сербии. В 1922 г. Георгий Бостунич переехал в Германию, где начал активно проповедовать теорию всемирного еврейского заговора. Также пропагандировал перевод книги «Протоколы Сионских мудрецов» в Сербии и Германии, выступал с публичными лекциями о мировом еврейском заговоре. С 1924 г. гражданин Германии, изменил своё имя на Шварц-Бостунич. В 1925 г. женился на Фриде Вольф.
Первоначально примкнув к антропософам, Бостунич в 1929 г. обвинил сторонников Рудольфа Штайнера в пособничестве еврейским заговорщикам. Помимо участия в ариософском движении, он активно участвовал в деятельности нацистских организаций, был знаком с Гитлером, Шойбнером-Рихтером, Гиммлером и Розенбергом. В 1920-х гг. Шварц-Бостунич работал в агентстве Weltdienst Альфреда Розенберга, с 1925 г. публиковался в газете Фёлькишер Беобахтер.

### Деятельность в нацистской Германии
В 1931 г. стал членом НСДАП, в 1932 г. вступил в СС, дослужился до чина штандартенфюрера СС (9.11.1944). В апреле-октябре 1935 г. занимал посты начальника отдела «Масонство» V Управления СД и куратора Музея масонства в Берлине, однако был смещён по представлению Гейдриха, указывавшего на некомпетентность Бостунича.
За работы по иудаизму и масонству Шварц-Бостунич, по некоторым данным в 1942 г. получил звание почетного профессора СС. Некоторое время сотрудничал в Аненербе. Продолжал свою лекторскую и публицистическую деятельность, пока не получил на неё запрет Гиммлера. С 1944 г. офицер штаба XXI округа общих CC. В конце Второй мировой войны пытался вывезти свою библиотеку по иудаике, оккультизму и масонству в Силезию.
Был связан с семьёй Великого Князя Кирилла, неоднократно навещал его резиденцию сам и с супругой.

### После войны
В начале 1945 г. Бостунич был ещё жив, в середине марта находился в Бад Харцбурге. Вероятно, погиб вскоре после окончания войны при невыясненных обстоятельствах. Последнее упоминание о нём относится к маю 1946 г., когда он был занесён Главным штабом американских оккупационных войск в список военных преступников.

## Сочинения
- Киевский набат. Вып. 1. Киев: тип. И. И. Чоколова, 1906.
- Из вражеского плена. Очерки спасшегося. История мытарств русского журналиста в Германии. Петроград: тип. В. П. Бондаренко и П. Ф. Гнездовского, 1915.
- «Драматический подъём». Шутка в одном действии. Москва: театр. б-ка б. М. А. Соколовой (вл. В. Магнуссен), 1916.
- Женщина или..? Драмолетт в одном действии. Петроград: Босежур, 1916.
- Последняя ночь. Драма в одном действии. Петроград: Босежур, 1916.
- Спор небожителей. Драматическая фантазия. Петроград: Босежур, 1916.
- Наука любви. Пьеса в 3 действиях с прологом, несколькими междудействиями и эпилогом. Петроград: журн. «Театр и искусство», 1916.
- В Гибельмании: политический шарж в одном действии. Москва, 1917.
- У отставного… царя (веселые похождения коммивояжера в Царском селе). Москва: театр. б-ка б. М. А. Соколовой (вл. В. Магнуссен), 1917.
- Отчего Распутин должен был появиться. Обоснования психологической неизбежности. Петроград, 1917.
- Почему погиб Киевский драматический театр. Скорбные наблюдения и печальные выводы театрала. Москва: театр. б-ка б. М. А. Соколовой (вл. В. Магнуссен), 1917.
- Правда о Сионских протоколах. Митровица (Сремская), 1921.
- Масонство и русская революция: правда мистическая и правда реальная. Нови Сад, 1921 (переиздания — Нови Сад: Натошевич, 1932; М.: Фирма «Витязь», 1995).
- Что будет с Россией? Белград: Святослав, 1922.
- Воскресение Руси // Луч света. Кн. IV. Мюнхен, 1922. С. 197—206.
- Последний вздох палача // Там же. С. 207—238.
- (alias Dr. Gregor) Ein Meer von Blut. München, 1926.
- Des Henkers Tod. Graz: Michel-Verlag, 1926.
- Масонство в своей сущности и проявлениях. Белград: Святослав, 1928 (переработанная версия предыдущего издания).

Немецкая версия:
- Die Freimaurerei. Weimar, 1928[10] (переиздание — Viöl (Nordfriesland): Verlag für Ganzheitliche Forschung, 2000).
- Die Bolschewisierung der Welt. München: Deutsche Volksverlag Dr. E. Boepple, 1929.
- Der jüdische Imperialismus. Deutsche Buchdruckerei u. Verlag, 1929.
- Ein bulgarischer Faust. Pforzheim: H. Reichstein, 1930.
- Doktor Steiner, ein Schwindler wie keiner, ein Kapitel über Anthropologie und die geistige Verwirrungsarbeit der falschen Propheten. München: Deutsche Volksverlag, 1930.
- Beschlagnahmt! Aktenmäßige Darstellung der Verjudung der Rechtspflege in der Schweiz. München: Deutsche Volksverlag Dr. E. Boepple, 1931.
- Die rätselhaften Zeichen im Zimmer des Zarenmordes. Erfurt: U. Bodung, 1931 (переиздана в том же году в Мюнхене под заглавием Der Zarenmord und die rätselhaften Zeichen am Tatort des Mordes. München: Deutsche Volksverlag Dr. E. Boepple, 1931).
- Das Geheimnis des Luzerner Löwen. 1931.
- (mit J. Arpe) Faust in Erfurt: Volks-Schauspiel. Erfurt, 1932 (als Ms. gedruckt).
- Nieder mit der Astrologie? Hannover: Sonnen-Verlag (Dr. Lomer), 1933.
- Eine sonderbare Trauung. Kurt Hartmann, 1933.
- Jüdischer Imperialismus − 3000 Jahre hebräischer Schleichwege zur Erlangung der Weltherrschaft. Landsberg am Lech: Ebersbeiger, 1935 (переиздано под названием Mosaistisch-jüdischer Imperialismus. Viöl (Nordfriesland): Verlag für Ganzheitliche Forschung, 2006).
- Slawentum und Russland // Europas Geschichte als Rassenschicksal: vom Wesen und Wirken der Rassen im europäischen Schicksalsraum. Leipzig: Hesse & Becker Verlag, 1937. S. 284—303.
- Jude und Weib. Theorie und die Praxis des jüdischen Vampyrismus, der Ausbeutung und Verseuchung der Wirtsvölker. Berlin: T. Fritsch, 1939.

### Комментарии
1. ↑  Мнение о еврейских корнях русской революции было широко распространено в рядах белого движения. Такой же точки зрения придерживались российские элиты до революции, включая многих представителей династии Романовых, начиная с Александра III